# Nechtan (mitologia)
Nella mitologia irlandese Nechtan era il padre e/o il marito della dea Boann. Potrebbe trattarsi dello stesso Nuada Braccio d'Argento sotto un altro nome, oppure di un predecessore di quest'ultimo nel culto tradizionale. 
Solo Nechtan e  i suoi tre coppieri avevano il permesso di visitare il pozzo di Connla, dove nove sacri noccioli lasciavano cadere i loro frutti apportatori di saggezza. Quando Boann visitò il pozzo esso straboccò e ricacciò la dea verso la costa, trasformandola nel fiume Boyne. 
Il nome "Nechtan" si ricollega forse al dio romano-britanno Nodens, o al dio romano Nettuno, o al dio indo-iranico Apam Napat. Il tema del dio che dimora presso pozzi e fonti lo ricollega invece alle tradizioni norrene. Questo nome, divenuto comune, viene portato in seguito da diverse figure sia storiche che leggendarie.